# Isola di Aagaard
L'isola di Aagaard (in russo: Огорд, Ogord) è un'isola russa nell'Oceano Artico che fa parte dell'arcipelago della Terra di Francesco Giuseppe.

## Geografia
L'isola di Aagaard si trova nella parte meridionale della Terra di Francesco Giuseppe, a 5,5 km dalla costa sud dell'Isola di McClintock; ha una forma quadrata irregolare con i lati di circa 1 km di lunghezza. Il rilievo più alto, nel sud-est, raggiunge appena i 21 m s.l.m.
L'isola è stata così chiamata dal nome dell'esploratore polare norvegese Bjarne Aagaard.

## Isole adiacenti
- Isola di McClintock (Остров Мак-Клинтока, ostrov Mak-Klintoka), a nord.
- Isole di Borisjak (Острова Борисяка, ostrova Borisjaka), a nord-est.
- Isole di Ljuriki (Острова Люрики, ostrova Ljuriki), a nord-ovest.